# Малые Чаны
Ма́лые Чаны́ — солоноватое озеро в России, на территории Купинского и Здвинского районов Новосибирской области.
Площадь 200 км². Средняя глубина 1,4 метра. Минерализация 0,8 г/дм³. Озеро располагается на высоте 106 метров над уровнем моря.
Озеро соединяется протокой с более крупным и более солёным озером Чаны. В Малые Чаны впадает река Чулым.
Озеро имеет рыбопромысловое значение. Через озеро пролегают пути сезонных миграций многих видов птиц, некоторые здесь гнездятся. К югу от озера расположен заказник «Майское утро». Полуостров Грива Верткова площадью 5,16 км² имеет статус памятника природы. На территории полуострова обитает 20 видов растений и животных, внесённых в Красную книгу Российской Федерации.
С 1971 года на берегу озера расположен Чановский научно-исследовательский стационар Института систематики и экологии животных Сибирского отделения Российской академии наук, на котором проводятся исследования различных компонентов экосистемы озера.
В 2005 году в районе озера наблюдался очаг эпизоотии птичьего гриппа.